# Goran Cvijanović
Goran Cvijanović, slovenski nogometaš, * 9. september 1986, Šempeter pri Gorici.
Cvijanović je člansko kariero v slovenski ligi začel pri Gorica leta 2005, od leta 2010 pa igral za Maribor. V prvi slovenski ligi je odigral 201 prvenstveno tekmo in dosegel 40 golov.
Za slovensko reprezentanco je debitiral 12. decembra 2012 na kvalifikacijski tekmi proti ciprski reprezentanci, skupno pa odigral štiri tekme.
Tudi njegov bratranec Miroslav Cvijanović je bil nogometaš.